# Ciclos revolucionarios

Reproducción de "La libertad guiando al pueblo", de Eugène Delacroix, pintura icónica que conmemora la Revolución francesa de 1830.

Ciclos revolucionarios es el término con el que la historiografía suele agrupar las revoluciones que se hayan producido en países más o menos próximos, atendiendo tanto a criterios cronológicos (periodización que permite asociar revoluciones próximas en el tiempo) como de contenido (similitud de los agentes protagonistas -sean clases sociales o instituciones-, de la ideología, de los medios empleados y los fines propuestos, etc.).
- Concretamente para la Revolución Liberal (proceso político-ideológico identificado en lo social con las Revoluciones burguesas y en lo económico con la Revolución industrial), la agrupación en ciclo suele emplear los términos de:

- Ciclo atlántico o revoluciones atlánticas, que comienzan con la Independencia de los Estados Unidos (1776), continúan con la Revolución francesa (1789) y culminan con la Guerra de Independencia española y las Guerras de Independencia hispanoamericana (desde 1808, cuya distancia en el tiempo -más de 30 años- es suficiente como para marcar una diferencia generacional).

- Revolución de 1820, denominado ciclo mediterráneo, que comienza en España con el trienio liberal y se extiende por Portugal, Italia y Grecia. También significó el final de la independencia de la América continental española (batalla de Ayacucho, 1824)

- Revolución de 1830, que comienza con la denominada Monarquía de Julio en Francia, y se extiende con la independencia de Bélgica y movimientos fracasados en Alemania, Polonia e Italia. También se relaciona con las medidas reformistas ligadas al cartismo en el Reino Unido, que no experimentó procesos políticos revolucionarios.

- Revolución de 1848 (denominada primavera de las naciones), cuyo relativo éxito significó el final de la tutela que hasta entonces ejercían las potencias absolutistas de la Santa Alianza sobre la política interior de los países del continente europeo.

- El ciclo de revoluciones ligadas al final de la Primera Guerra Mundial (1918) y la Revolución rusa (1917), como la revolución espartaquista en Alemania o la revolución húngara de Béla Kun (en las que se identifican características propias de la revolución proletaria). Algunos procesos contemporáneos no suelen relacionarse mecánicamente con ellos, pero comparten características, a pesar de responder a dinámicas propias (revolución mexicana, crisis española de 1917).

- El ciclo de revoluciones tercermundistas o de liberación nacional ligadas a la descolonización que comienza tras la Segunda Guerra Mundial (1945) con la independencia de la India y de otras naciones asiáticas (Indochina, Indonesia, etc.) y alcanza su punto culminante en los años 1960 con la desaparición de los imperios coloniales en África (las últimas las colonias portuguesas -1973- y el Sáhara español -1975-).

- Las revoluciones de 1989, denominadas otoño de las naciones con la caída del muro de Berlín y el comienzo de la desaparición del comunismo en Europa Oriental, que culminó en la desaparición de la Unión Soviética.

- En el siglo XXI surgen nuevos ciclos revolucionarios, como las revoluciones de colores en Europa Oriental y Asia Central, la marea rosa en América Latina, o la Primavera Árabe en el Medio Oriente.